# إيرل ينغلينغ
إيرل ينغلينغ (بالإنجليزية: Earl Yingling)‏ هو لاعب كرة قاعدة أمريكي، ولد في 29 أكتوبر 1888 في تشيليكوث في الولايات المتحدة، وتوفي في 2 أكتوبر 1962 في كولومبوس في الولايات المتحدة.

## وصلات خارجية
- إيرل ينغلينغ على موقعبيزبول رفرنس.كوم (الدوري الرئيسي) (الإنجليزية)
- إيرل ينغلينغ على موقعبيزبول رفرنس.كوم (الدوري الثانوي) (الإنجليزية)
- إيرل ينغلينغ على موقع جمعية أبحاث البيسبول الأمريكية (الإنجليزية)